# Genesis of the Grail Kings
Genesis of the Grail Kings is een studioalbum van Adrian Wagner uit 1999. De muziek op dit album volgt de verhaallijn van het boek met dezelfde titel van Laurence Gardner, dat zich afspeelt tijdens de periode van de Bijbelboeken Genesis en Exodus. De historische of theologische waarheid van het boek wordt in twijfel getrokken, men ziet in hem een volger dan wel maker van complottheorieën, die berusten op geschiedvervalsing.
De muziek is een mengeling van rustige, goed in het gehoor liggende elektronische muziek en ambient. Er zijn geen (relatief) lange tracks op het album en de sequencer blijft buiten beeld. Gardner trad als co-producent op van dit album.

## Musici
- Adrian Wagner – toetsinstrumenten

## Tracklist
Allen van Adrian Wager

| Nr. | Titel                                                                      | Duur |
| --- | -------------------------------------------------------------------------- | ---- |
| 1.  | Genesis                                                                    | 4:10 |
| 2.  | Great Flood                                                                | 6:10 |
| 3.  | Garden of Eden (The Cloning)                                               | 3:26 |
| 4.  | Nephilim (The Watchers)                                                    | 4:43 |
| 5.  | Age of Enlightenment                                                       | 2:49 |
| 6.  | Anunnaki                                                                   | 3:50 |
| 7.  | Sinai                                                                      | 1:26 |
| 8.  | Tree of Kowledge                                                           | 4:04 |
| 9.  | Lilith                                                                     | 2:38 |
| 10. | Heritage of the Wasteland                                                  | 3;12 |
| 11. | Star Fire                                                                  | 4;17 |
| 12. | Phoenix and the Fire-Stone (Golden Section)/Stone Levitation Ritual part 1 | 4:00 |
| 13. | Progression of the Bloodline                                               | 2:57 |
| 14. | Cross within the Circle                                                    | 2:46 |
| 15. | Genesis of the Grail Kings                                                 | 4:32 |